# Usines Émile Henricot
Pour les articles homonymes, voir Henricot.

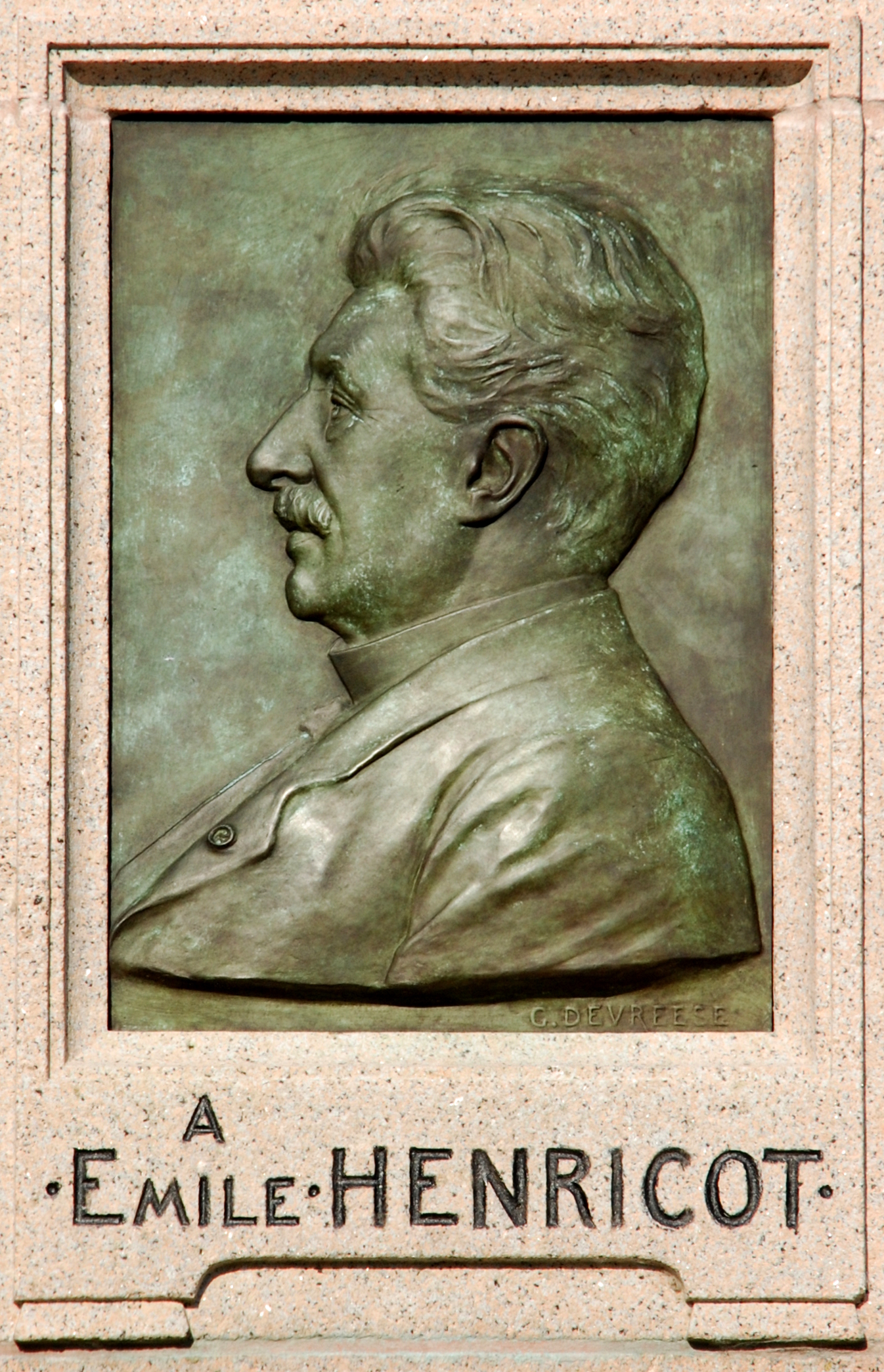
Médaillon en bronze du Monument à Émile Henricot (par Godefroid Devreese)

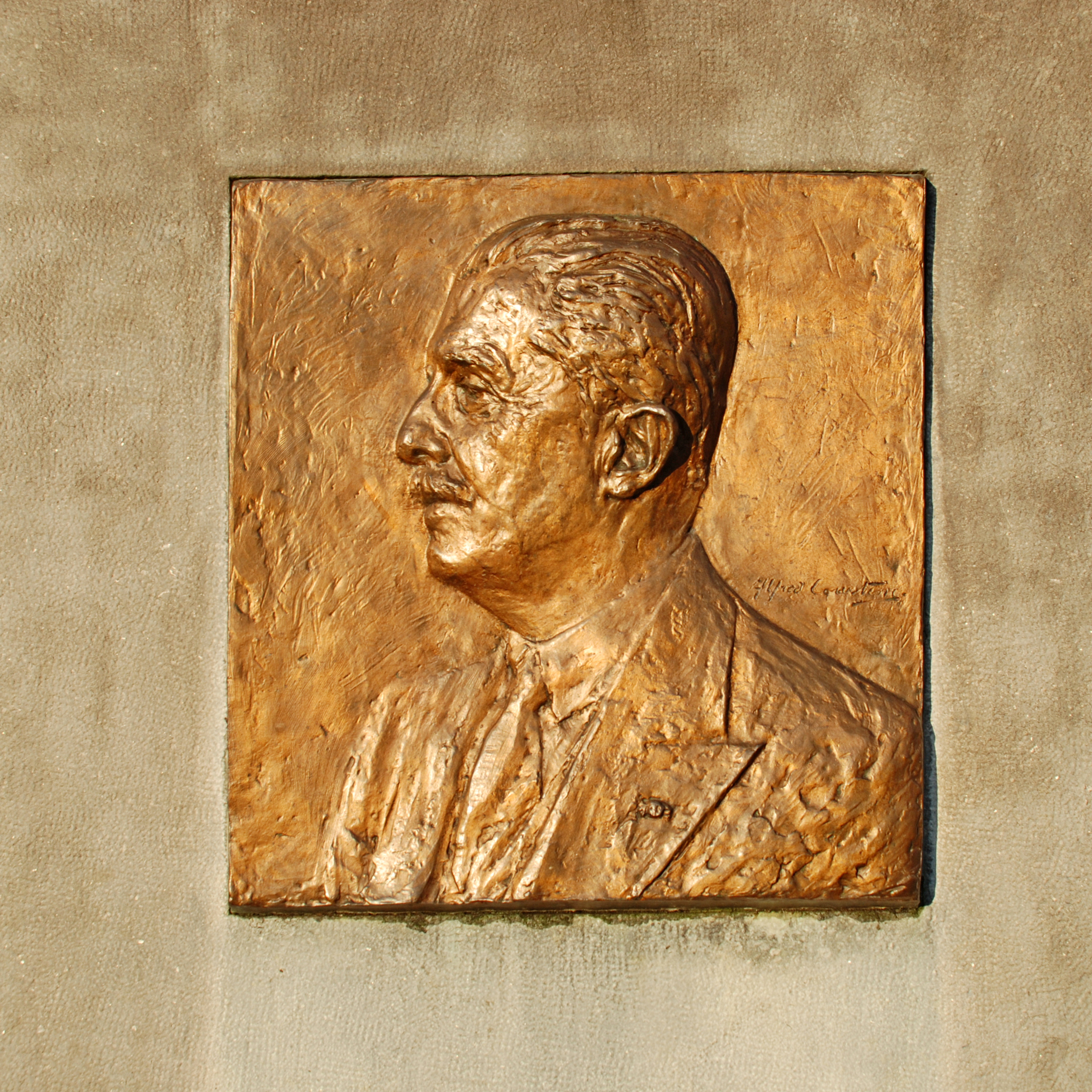
Paul Henricot, second directeur des Usines Émile Henricot
(buste réalisé par Alfred Courtens).

Les Usines Émile Henricot  étaient des usines sidérurgiques situées à Court-Saint-Étienne, non loin du confluent de la Dyle et de la Thyle, en Brabant wallon, Belgique.

## Historique

### Origine et développement
Les usines tirent leur origine d'une ancienne fonderie de produits émaillés et d'une forge produisant des essieux et des bandages en 1847. En 1855, elles profitent du passage de la ligne de chemin de fer du Grand Central Belge qui relie le Port d'Anvers au bassin houiller de Charleroi pour étendre leurs activités. Peu de temps après, le propriétaire, le comte Albert Goblet d'Alviella engage un jeune ingénieur de l'Université de Liège, Émile Henricot (1838-1910), pour prendre la direction des opérations. Celui-ci deviendra propriétaire de l'entreprise en 1885.
En 1897, de nouveaux convertisseurs Bessemer permettent la production de pièces en acier coulé. Et, c'est ainsi qu'en 1905 furent produits les premiers attelages Henricot semi-automatiques pour l'accouplement des voitures de chemin de fer.
En 1901, l'usine s'agrandit. Les nouvelles installations permettent la fabrication de pièces importantes comme des cuvelages de puits de mine et, plus tard les caissons de coffrage d'un tunnel (lequel?) sous l'Escaut à Anvers.
En 1929, ce sont les fours électriques qui feront leur apparition et permettront à l'aciérie de produire des aciers spéciaux.
En 1935, une nouvelle forge et un laminoir permettront un travail de précision qui aboutira, par exemple, à la fabrication de la sphère du bathyscaphe d'Auguste Piccard en 1947.
Dans les années 1950, l'industrie nucléaire apporte de nouveaux débouchés. Les usines emploient jusqu'à 2 700 ouvriers et produisent 30 000 tonnes d'acier essentiellement moulés pour du matériel roulant. 70 % de cette production est exportée.

### Déclin et faillite
L'usine ferme ses portes en 1984.

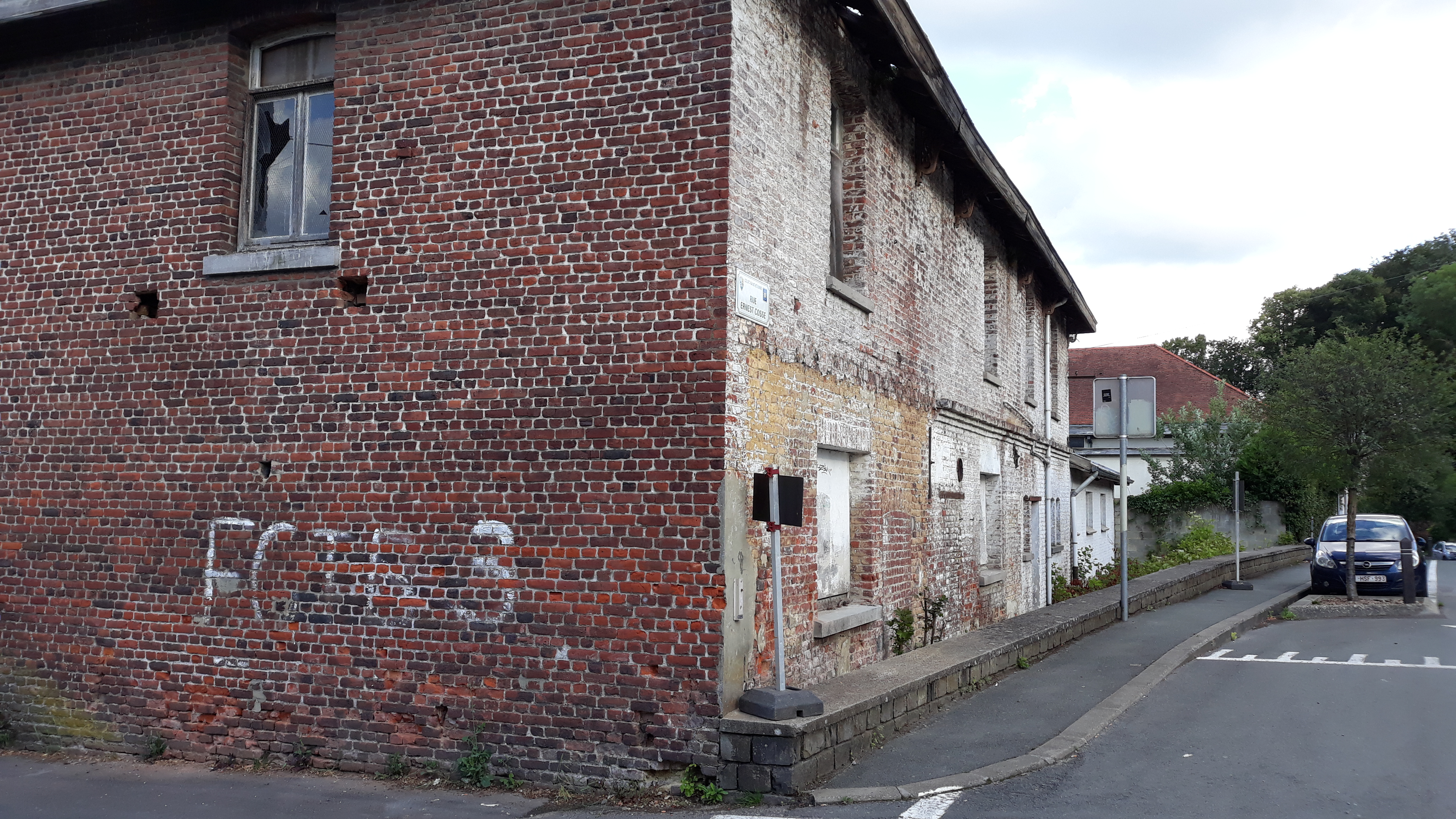
Traces des élections sociales. Graffiti FGTB n°3 à Court-Saint-Etienne en 2020.

Le 30 juin 2015 le juge du Tribunal de Commerce de Nivelles annonce la reddition des comptes de la liquidation Usines Emile Henricot dont la faillite a été déclarée le 15 novembre 1984 et donne une situation simplifiée des comptes. Jugement de clôture de la faillite prononcé le 13 juin 2016.
- Recette globale 32.236.706,24 euro
- Frais d’administration : 6.209.678,58 euro
- Honoraires des curateurs : 565.427,43 euro
- Dette au précompte immobilier : 302.715,35 euro
- Créanciers hypothécaires, privilégiés spéciaux et généraux payés à 100 % : 23.133.098,61 euro
- Disponible revenant aux créanciers privilégiés au rang du Trésor : 2.025.786,27 euro
- Les créanciers privilégiés au rang du Trésor reçoivent un dividende de 74,02588 %
- Les créanciers chirographaires ne percevront aucun dividende[2].

Hangars subsistant près du chemin de fer le long de la rue des Noirs Talons
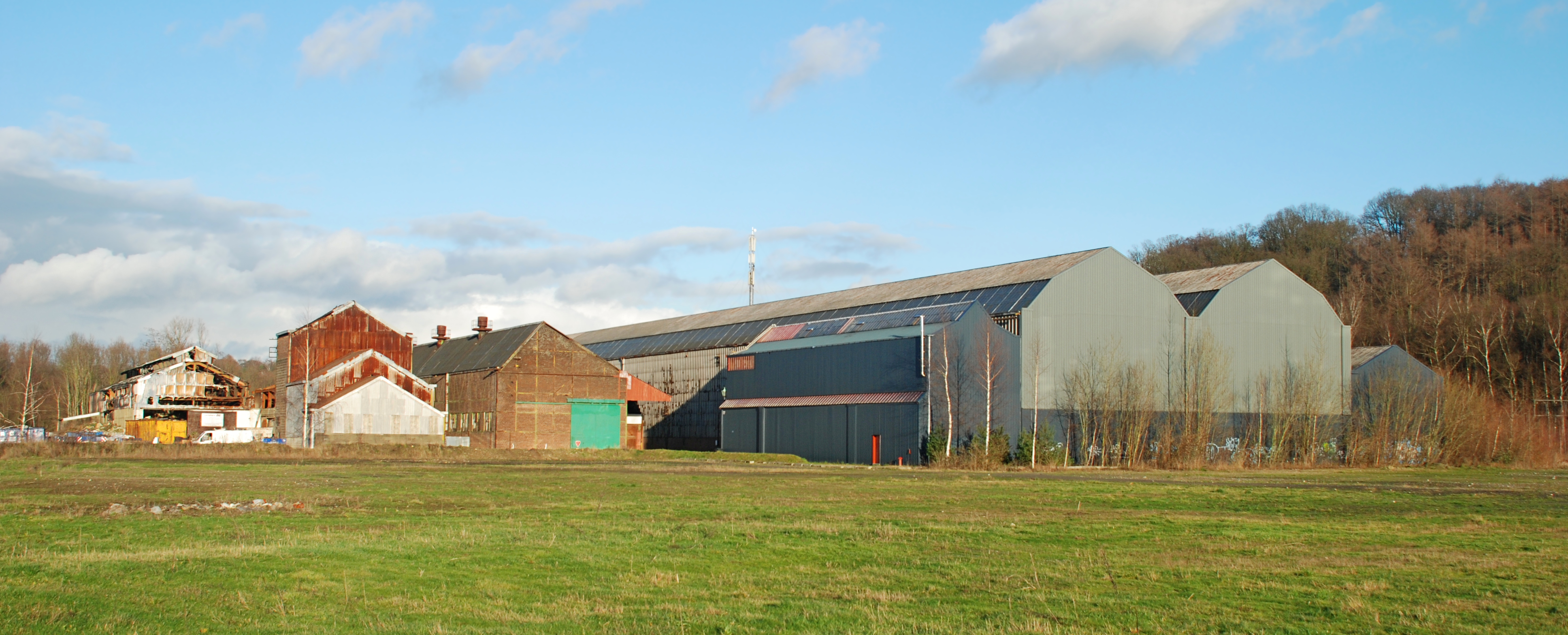
En 2013.
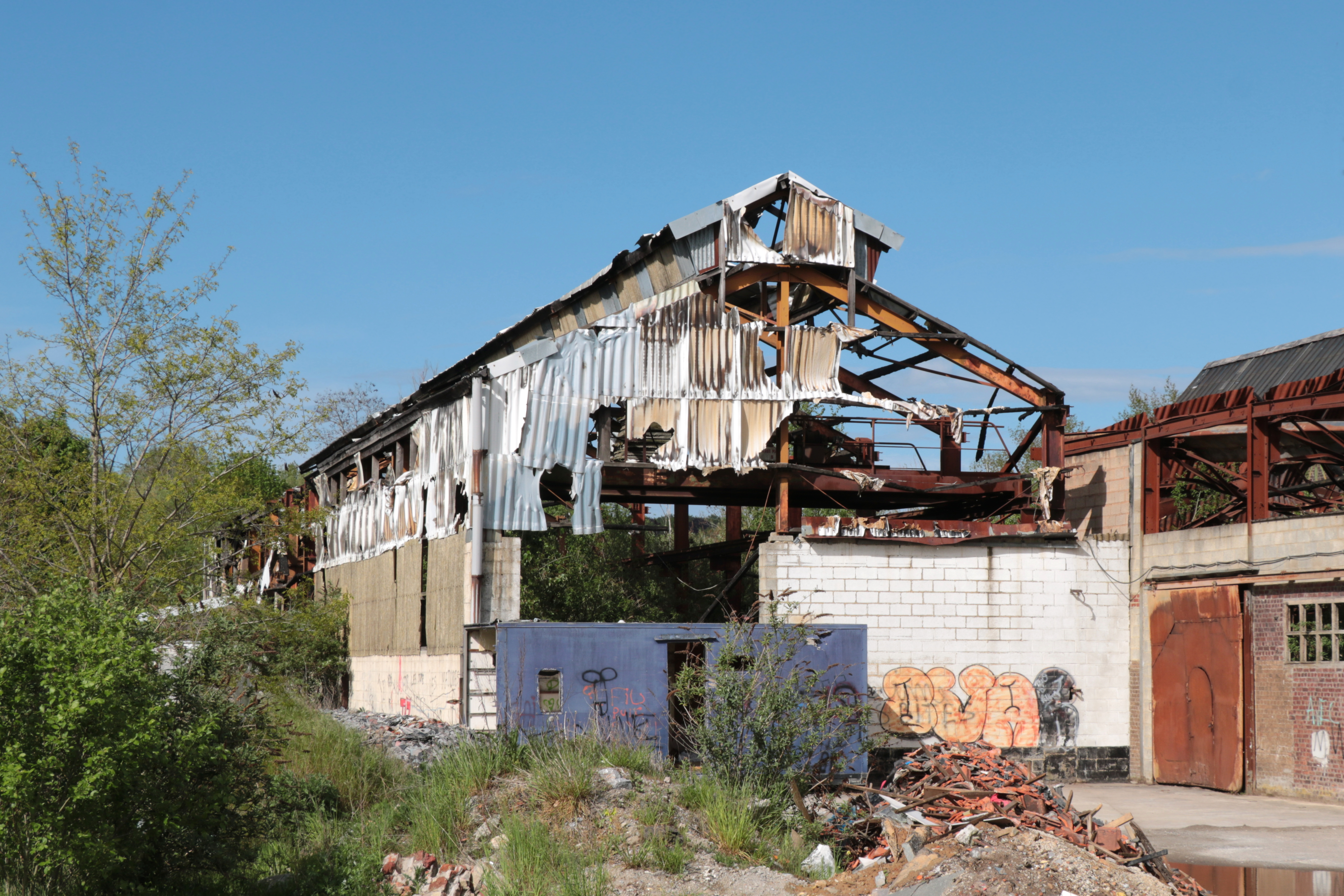
En 2021.
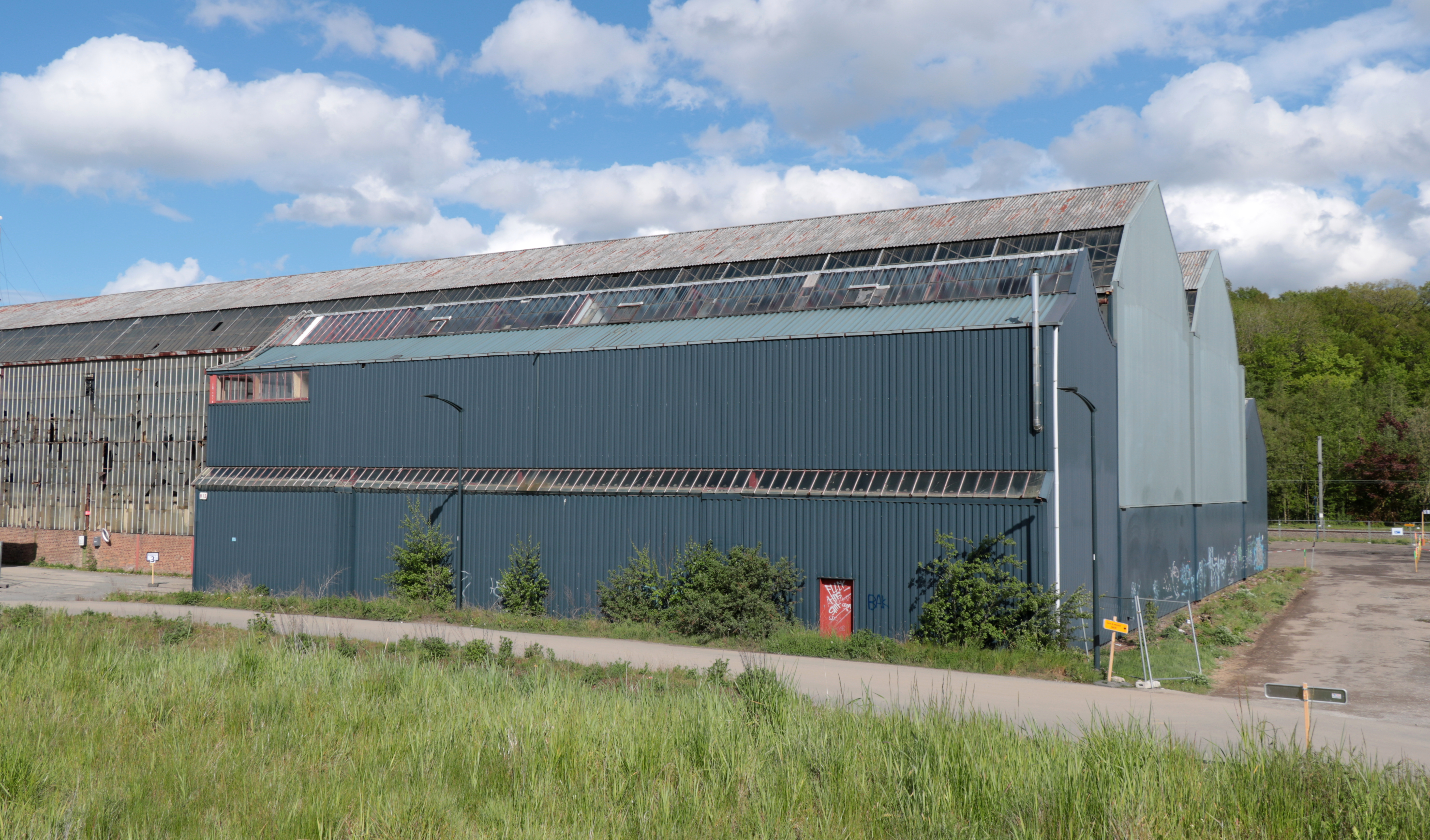
En 2021.

### Action "Non aux 1500 francs"
En 1975, alors que les usines Henricot comptaient environ 2000 membres du personnel, 180 d'entre eux étaient des Marocains. Ils avaient été recrutés à la suite d'une mission au Maroc du chef du personnel afin de combler des postes vacants. Certaines tâches de l'UEH étaient en effet ingrates et malsaines (débardage, désablage) et provoquaient des maladies professionnelles comme la silicose. Les ouvriers belges abandonnaient ces postes dangereux. Ces ouvriers étaient logés dans des cantines, sorte de baraquements sommaires mis à leur disposition par l'usine, contre loyer. Les lits étaient serrés dans de très petites chambres, douches et lavabos étaient vétustes, l'espace de cuisine était rudimentaire. Au total il y avait cinq ou six de ces 'bâtiments'.

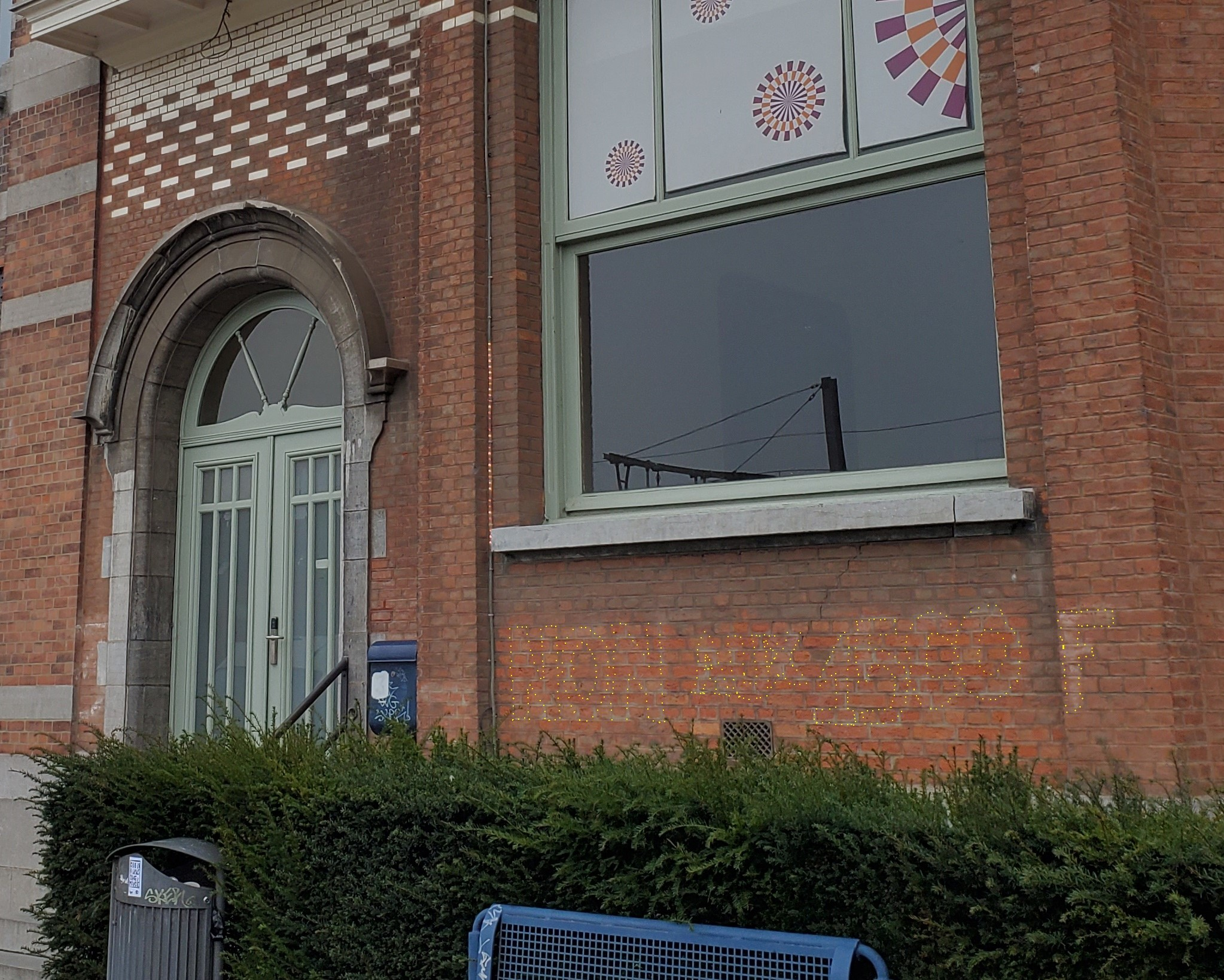
Restes d'un graffiti Non aux 1500F sur le mur du Dispensaire (photo 2022).

Ils vivaient ainsi depuis près de trois ans quand le chef du personnel décida de façon unilatérale d'augmenter le loyer individuel de 547 à 1500 frs (soit de 51 à 140€ selon l'index de 2006). Ayant rencontré les responsables de ces cantines, le syndicaliste catholique Roland Deleu mobilisa ses collègues socialistes et libéraux afin d'organiser la résistance. Après une assemblée des travailleurs marocains, ils décidèrent de déposer un préavis de grève. Après diverses réunions infructueuses avec la direction, la grève débuta. Les ouvriers se groupaient en chantant devant les grilles  l'usine  "Les quinze cent francs, il faut pas les payer !"
Après une campagne dans les journaux, une assemblée regroupa les travailleurs hors de l'usine et fut suivie d'un cortège dans les rues où un calicot en arabe énonçait "Allah Agbar" <sic> (Dieu est grand). Après deux semaines de grève aucun signe d'assouplissement n'apparaissait. Le délégué syndical organisa un commando de 150 délégués syndicaux de la région pour occuper les bureaux de l'usine. Après quelques heures d'occupation, alors que le travail avait cessé dans toute l'usine, une négociation démarra à la maison communale, pilotée par un conciliateur extérieur. Paul Henricot, fin connaisseur de tous les rouages de son entreprise, finit par céder et les loyers furent ramenés à 550 frs (51€) . Un compromis fut en même temps trouvé sur la question annexe de faire les lits chaque matin.

## Vestiges et évocation des Usines Émile Henricot

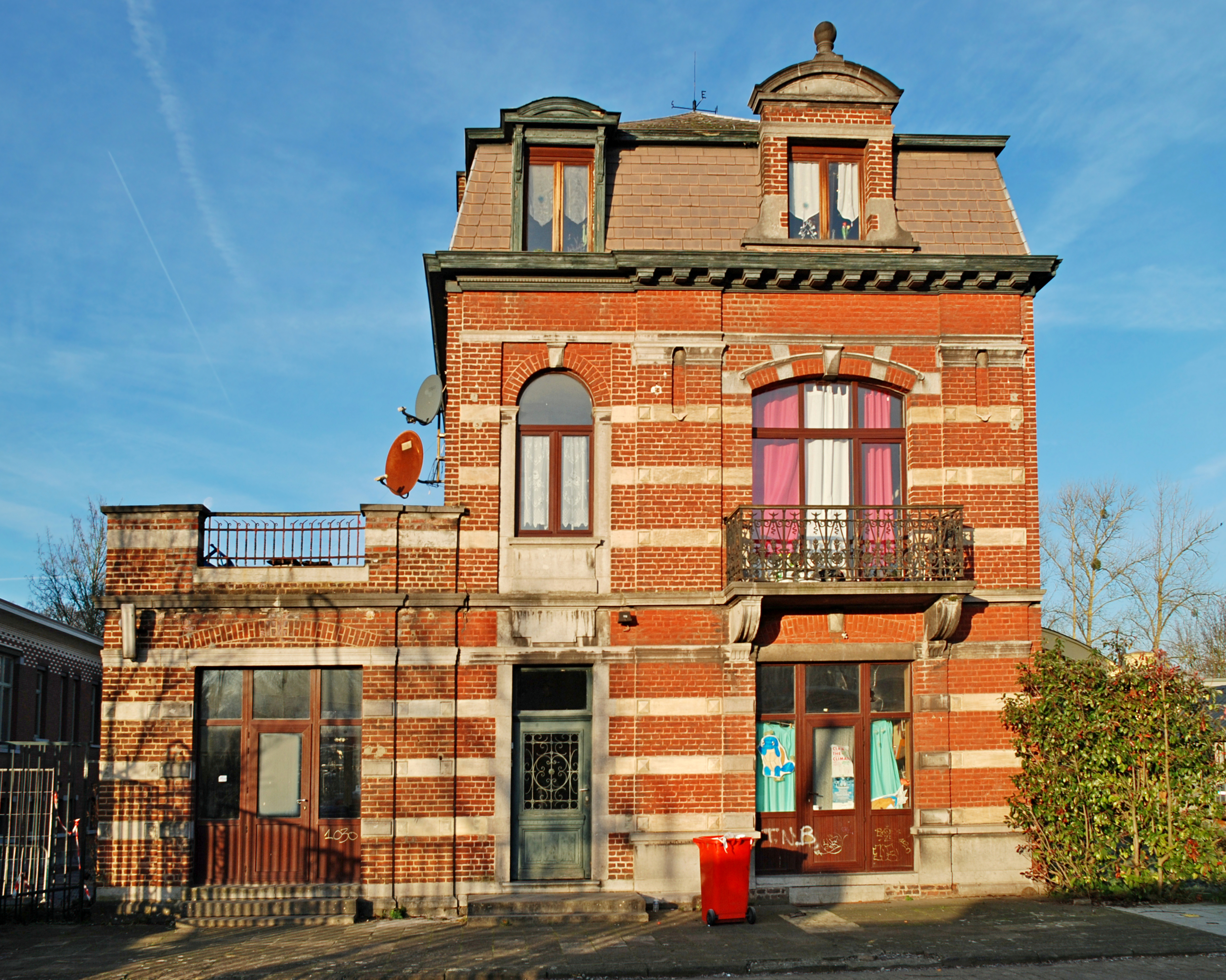
Conciergerie de l'usine Henricot no 2.

Le territoire de la commune conserve un certain nombre de vestiges des Usines Émile Henricot : on peut distinguer parmi ceux-ci des bâtiments en briques et des hangars métalliques.

### Bâtiments en briques
- La conciergerie de l'usine Henricot no 2 construite en 1908 ;

- Foyer populaire de Court-Saint-Étienne[4],[5],[6],[7] ;

Salle de délassement construite en 1913 par l'architecte André Dautzenberg à l'initiative de Paul et Fernand Henricot.
- Dispensaire des Usines Henricot construit en 1922[6],[8] ;

- Grands bureaux de l'usine Henricot n°2 construits en 1926[6],[9] ;

Les Grands bureaux abritaient les bureaux de la direction ; depuis 2011 ils sont occupés par un Centre d'éducation et de formation en alternance (CEFA) ;
- deux maisons de contremaîtres des Usines, de style néo-classique, situées face au Parc de Wisterzée, rasées en août 2015.

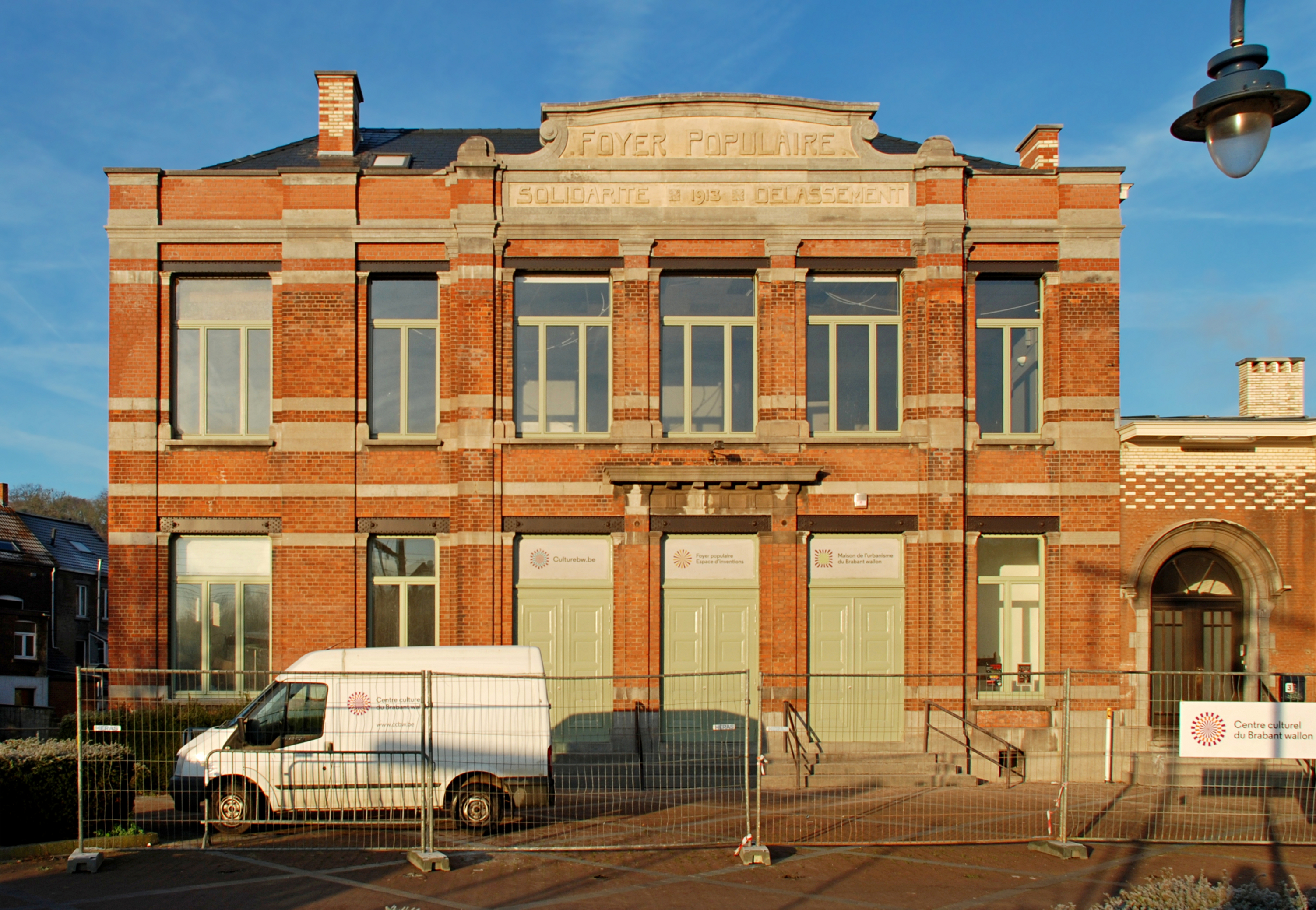
Foyer populaire de Court-Saint-Étienne.
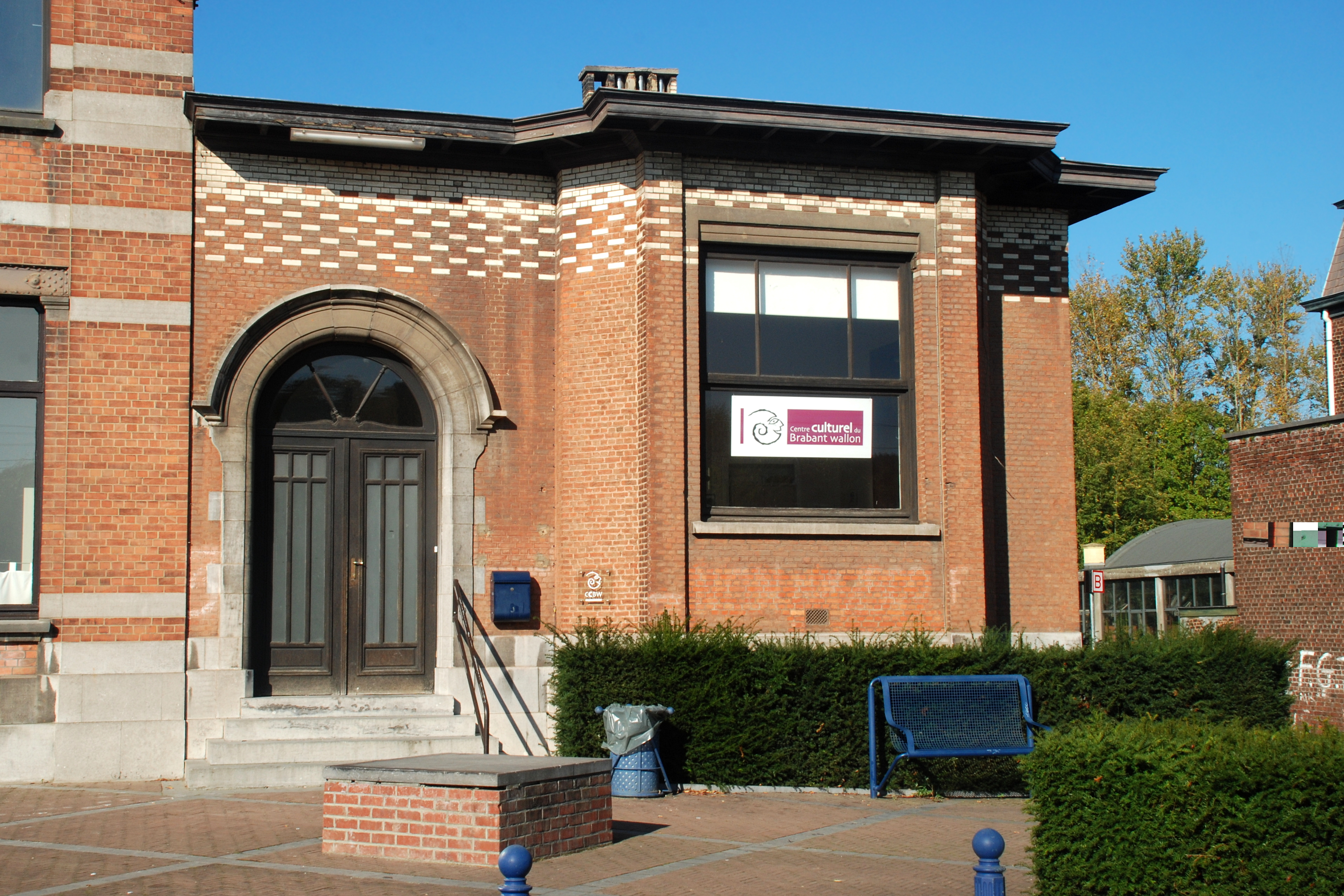
Dispensaire des Usines Henricot.
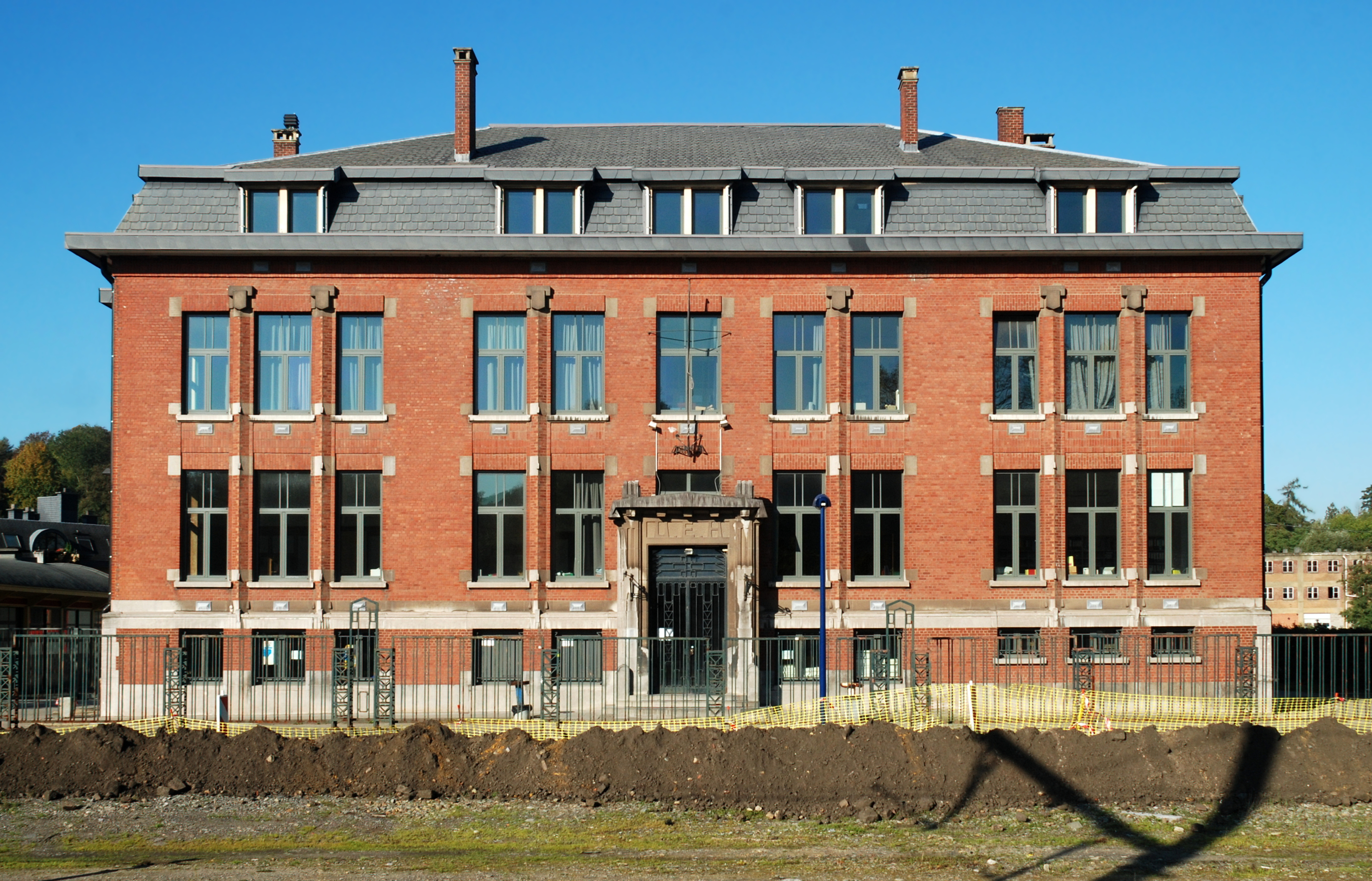
Grands bureaux de l'usine Henricot n°2.

### Hangars métalliques

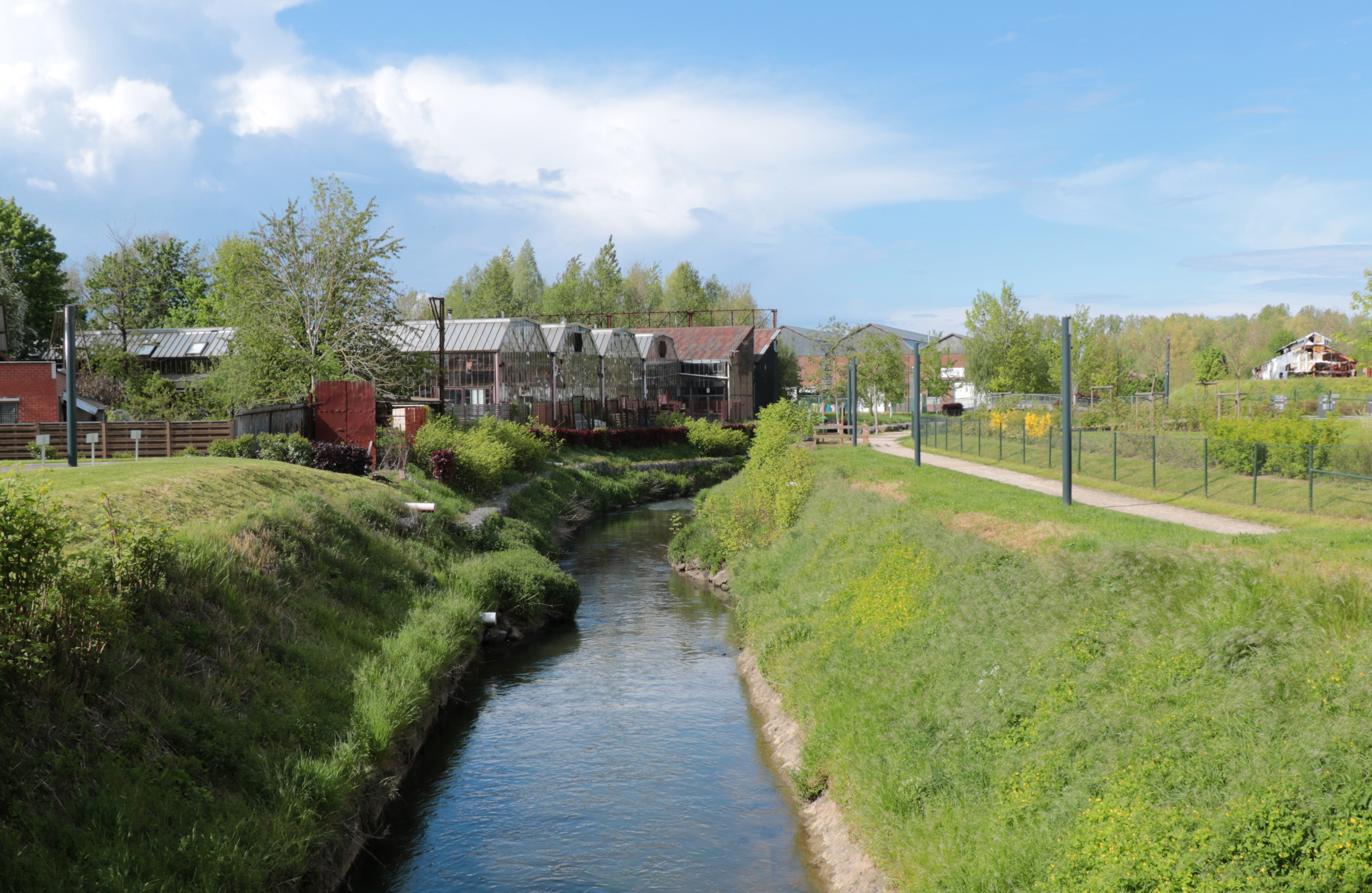
La Dyle au pied des hangars du clos de l'Aciérie.

- Hall n° 11 de l'usine Henricot n°1 construit en 1907[10],[8] :

ce hall servait d'atelier d'ajustage et d'atelier d'entretien. Il a été classé le 2 octobre 1995 ;
- Parc à Mitrailles construit en 1956[11],[6],[9] :

ce hall servait à l'entreposage des déchets métalliques ;
le bâtiment rénové est devenu un hall polyvalent pour des activités de type événementiel ou culturel et a été inauguré officiellement en décembre 2001 ;
- hangars récupérés par des commerces situés le long de l'avenue Provinciale, au pignon desquels on peut encore deviner le nom de Henricot ;
- hangars subsistant le long de la Dyle, près du clos de l'Aciérie ;
- hangars subsistant près du chemin de fer, le long de la rue des Noirs Talons (voir plus haut).

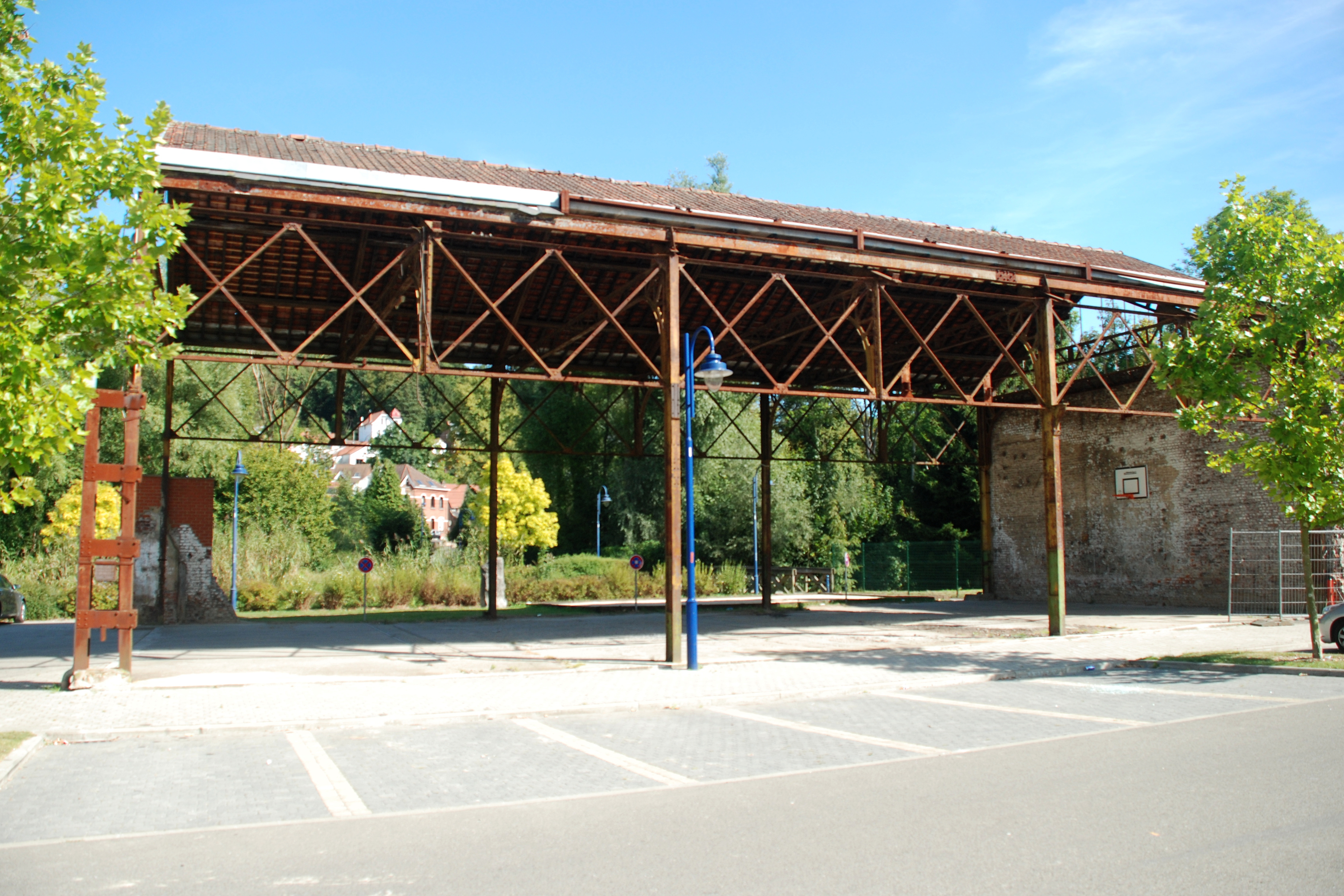
Hall n° 11 de l'usine Henricot n°1.
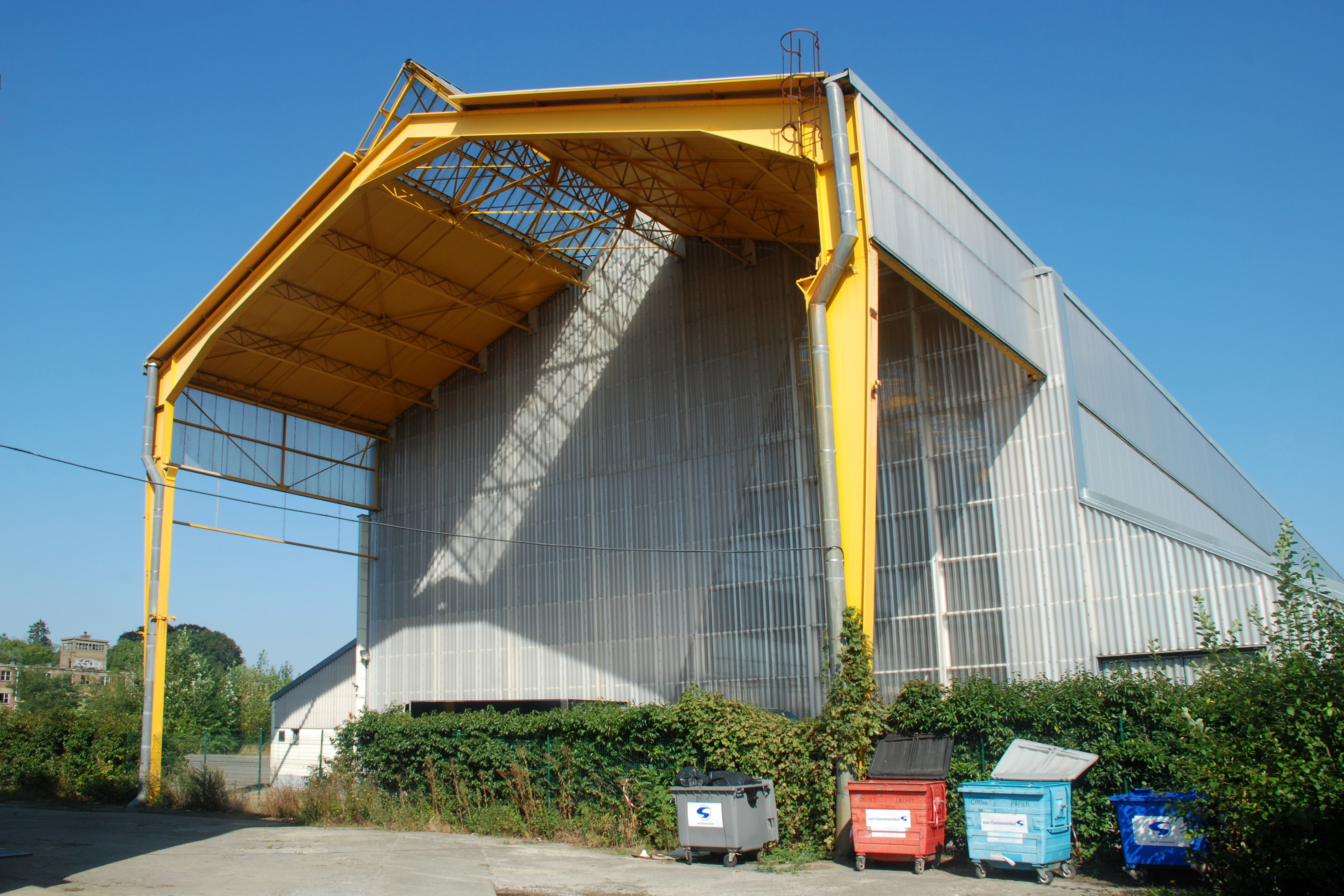
Parc à Mitrailles.
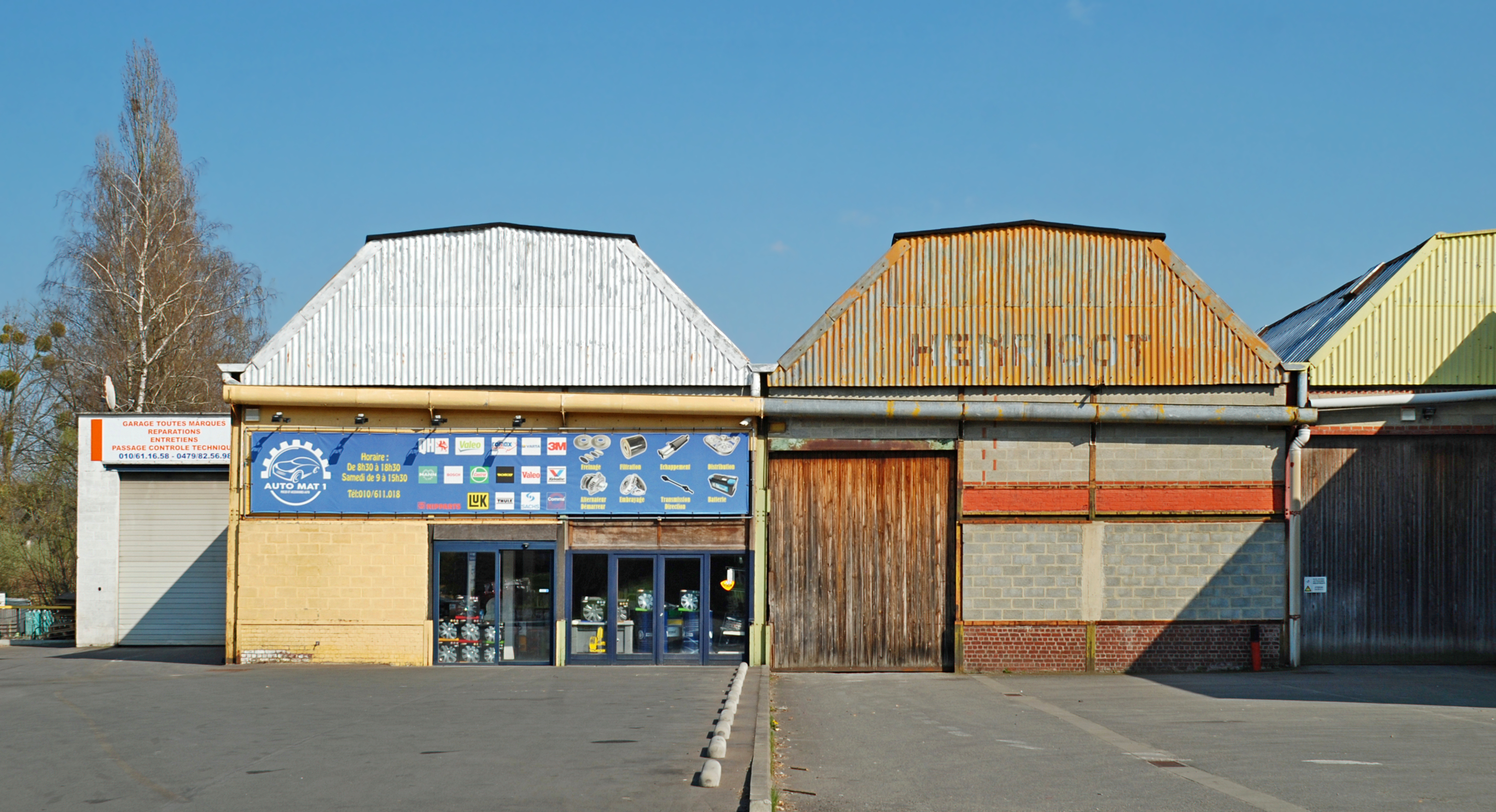
Hangars récupérés par des commerces, avenue Provinciale (état en 2019).

### Peintures murales
Les usines sont abondamment représentées sur les peintures murales réalisées par le collectif Spray Art de Perwez, en mars 2023 sur le mur de briques qui borde le Parc à Mitrailles à l'est, des fresques qui représentent non seulement les Usines Émile Henricot et leurs activités sidérurgiques mais également le village de Court-Saint-Étienne, l'église Saint-Étienne, la gare de Court-Saint-Étienne et la ligne de chemin de fer.

Les usines sur les peintures murales du Parc à Mitrailles
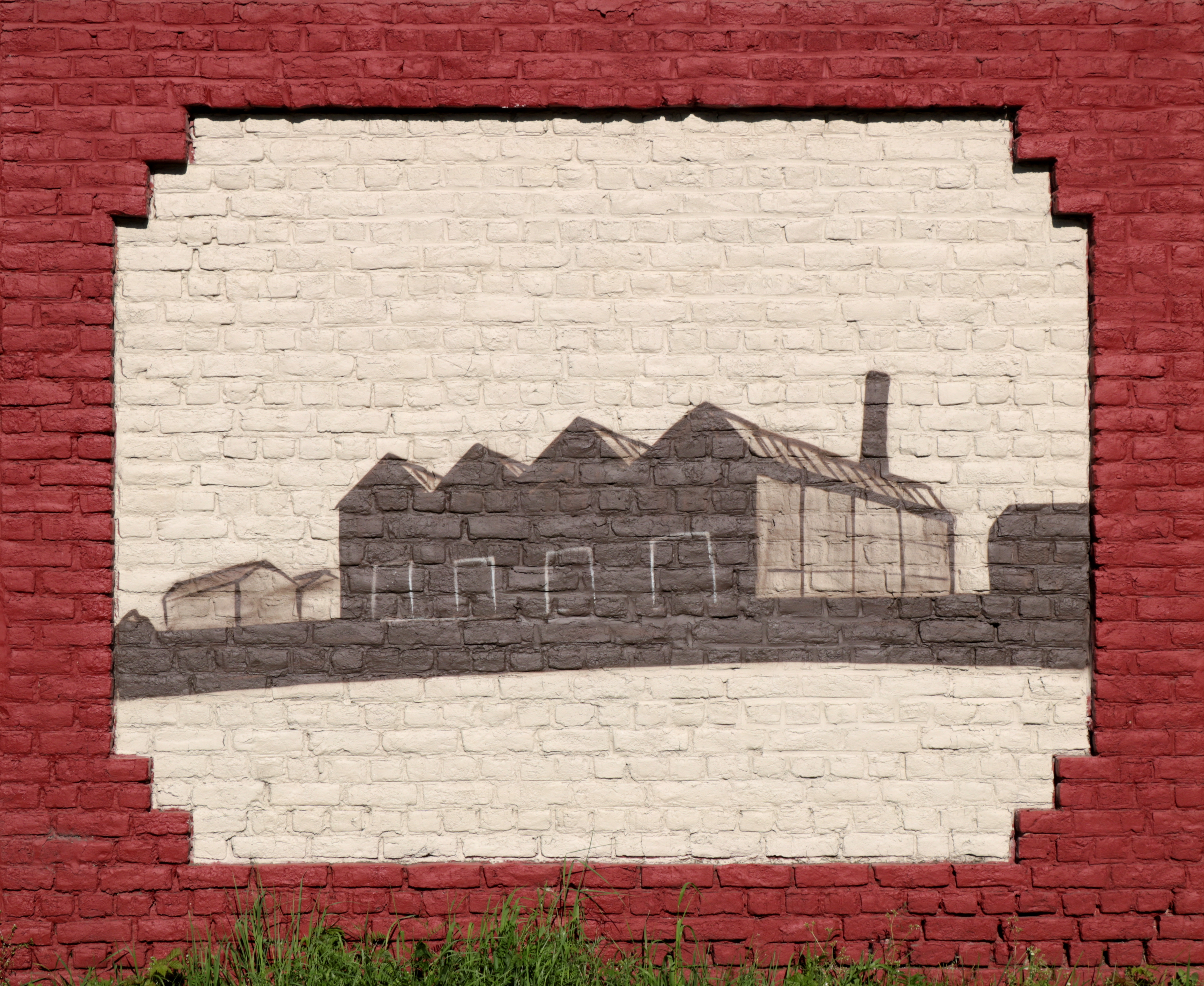
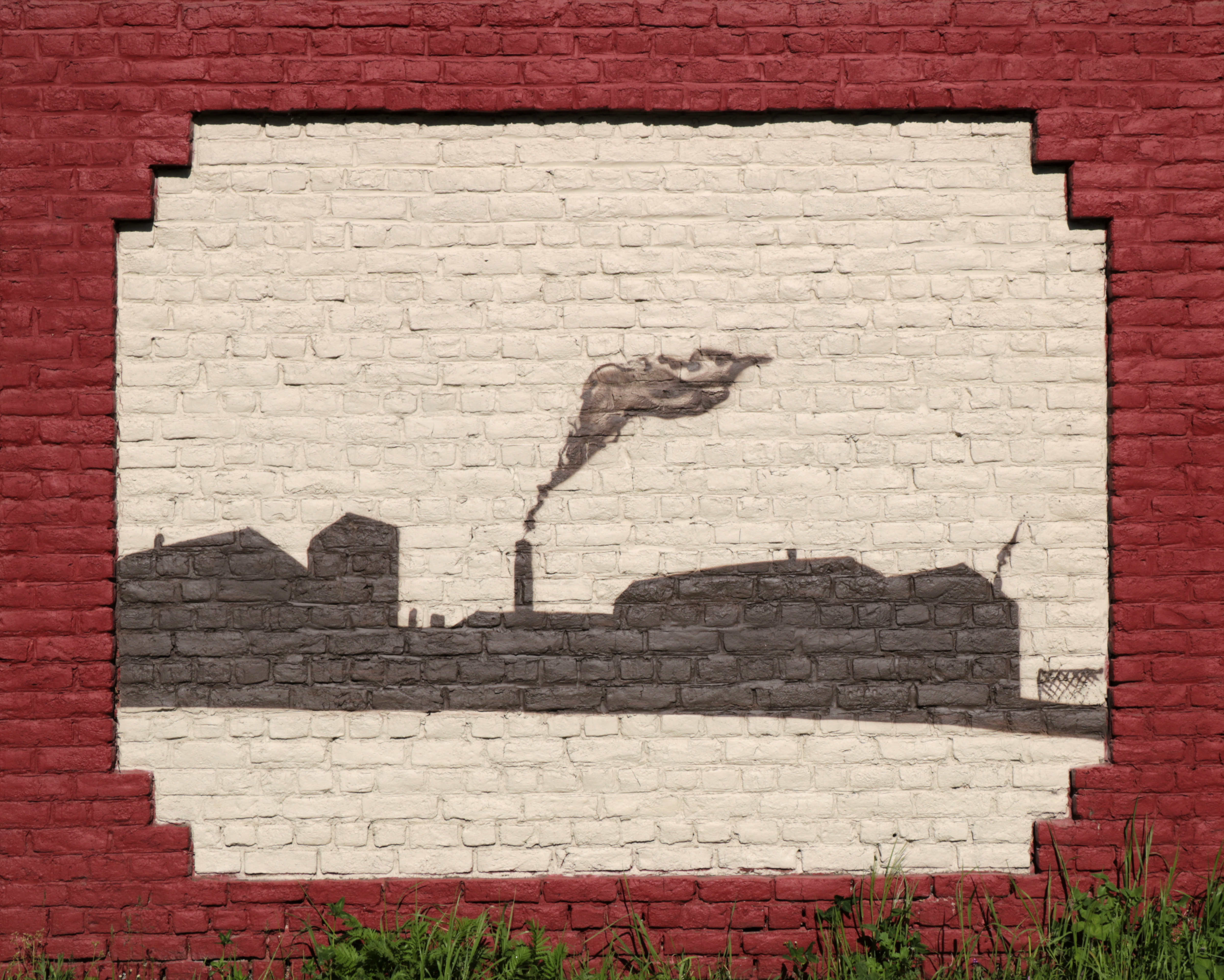
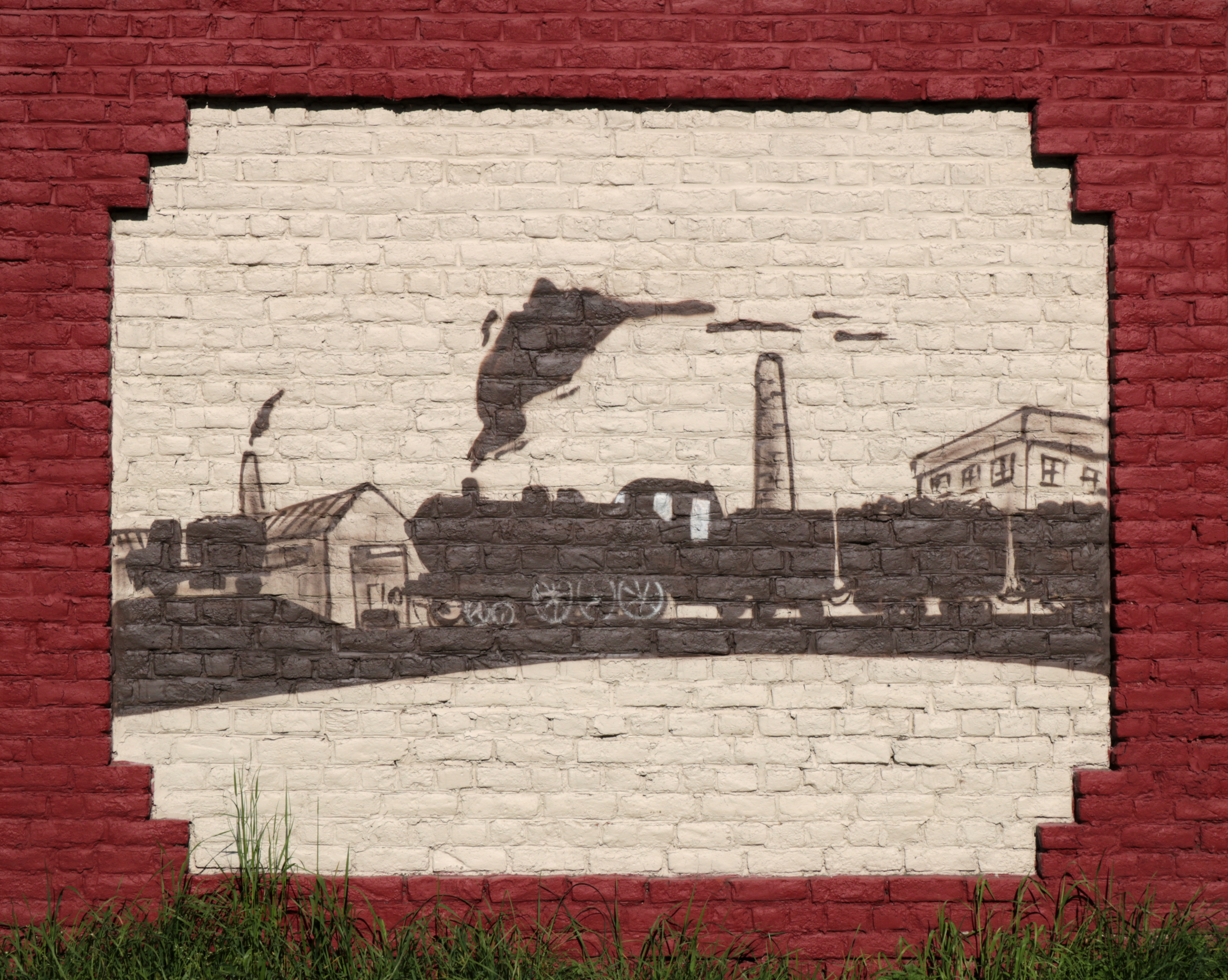
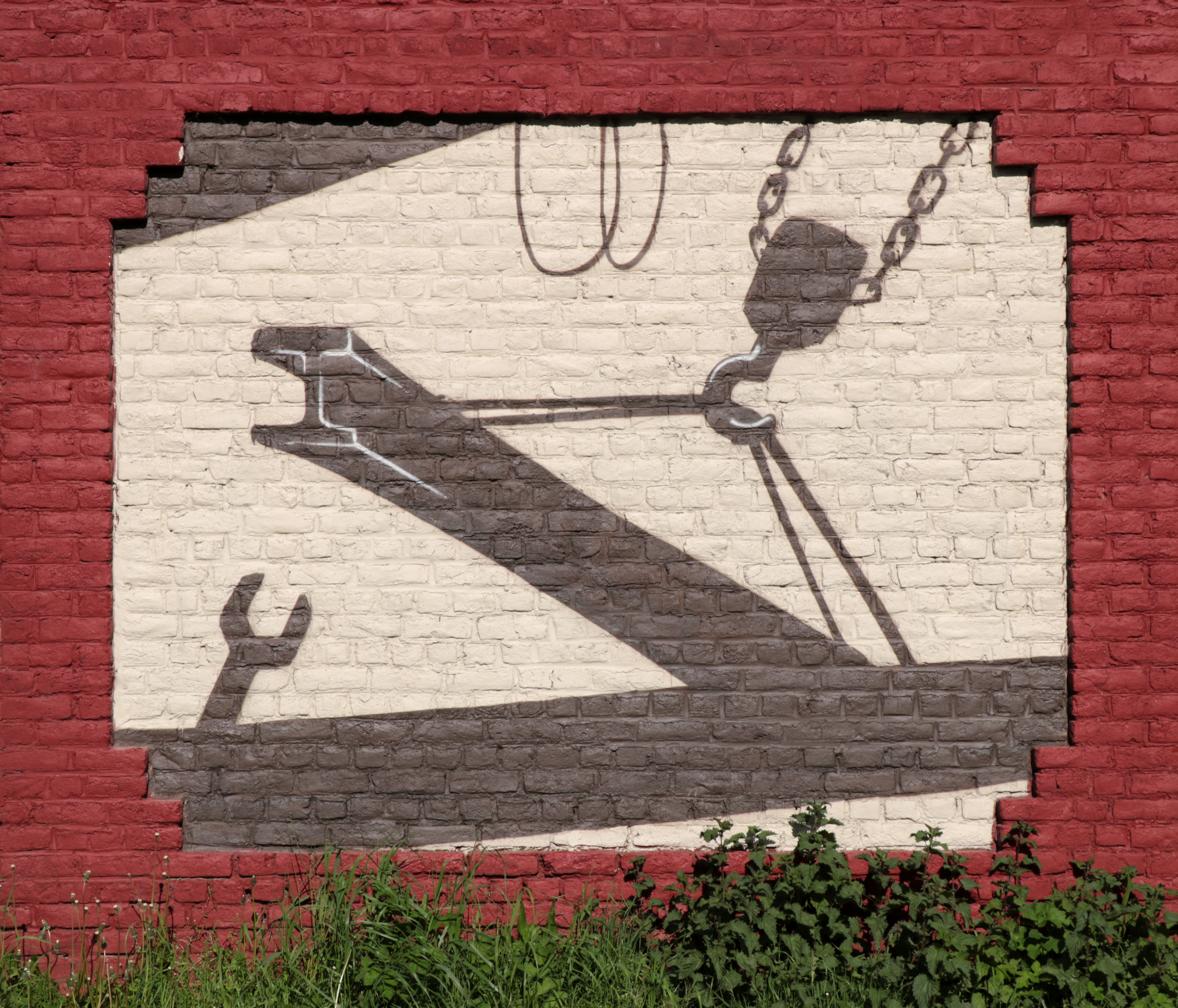
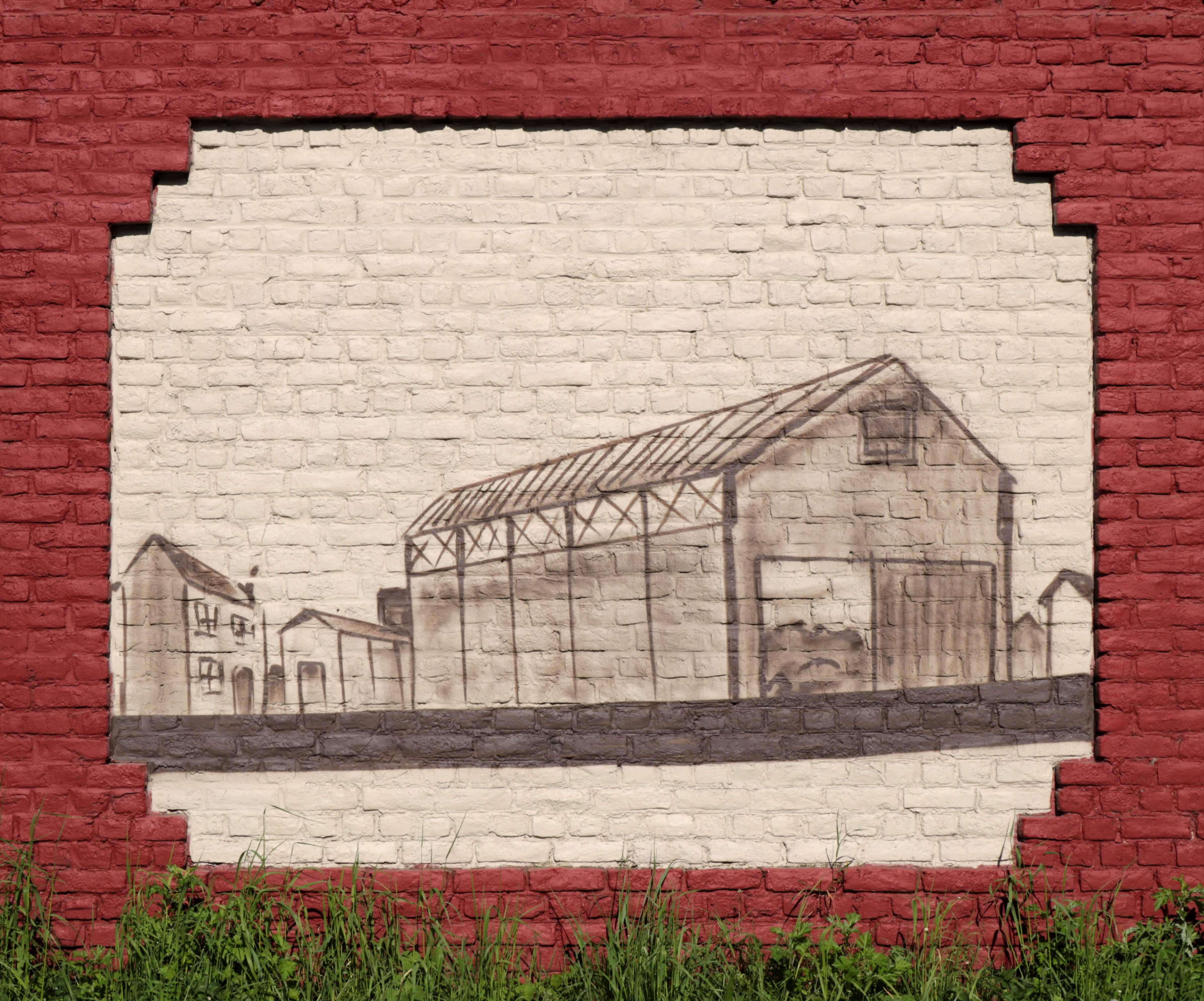

## Sources et bibliographie
- ouvrage collectif, Court-Saint-Etienne, Usines Émile Henricot dans Le patrimoine industriel de Wallonie, 1994,  (ISBN 2-8711-4113-4)
- « Le Patrimoine Historique -- Archives des Usines Emile Henricot », patrimoine stéphanois (consulté le 17 août 2008)

## Archives
Les Archives de l'État à Louvain-la-Neuve conservent une part des archives des Usines Émile Henricot.